# Rebel in You
Rebel in You es una canción de la banda británica de rock Supergrass. Es el tercer sencillo del álbum Diamond Hoo Ha y es el último sencillo lanzado por la banda al día de hoy. Su lado B es "Car Crash". En formato de disco de vinilo blanco de 7'' solo tuvo 1500 copias y fue lanzado el 30 de junio de 2008 a través de Supergrass Records (la fecha de lanzamiento y distribución, sin embargo, fueron pospuestos mas allá del 30 de junio debido a un problema en la planta de distribución).
El sencillo solo estaba disponible para su compra via compra por orden de mail desde la página Supergrass Records, con las doscientas primeras copias ordenadas siendo firmadas por la banda. El sencillo estaba planeado para ser distribuido por Parlophone, pero EMI rechazo contribuir para financiar su lanzamiento, así como cualquier costo para la creación de un vídeo musical.

## Lista de canciones
Disco de vinilo blanco de 7''
1. "Rebel in you" (4:39)
2. "Car Crash" (3:19)